# 葛飾政党ビラ配布事件
葛飾政党ビラ配布事件（かつしかせいとうビラはいふじけん）は、東京都葛飾区のマンションの戸別ドアポストに男性が日本共産党の議会報告とアンケート用紙等を配布していた際、居住者によって現行犯逮捕され、住居侵入罪により勾留・起訴された事件で、裁判では罰金5万円の有罪判決が確定した。

## 事件
2004年（平成16年）12月23日午後2時30分前後、被告人男性が東京都葛飾区内にあるマンション（オートロック未設置）にて、日本共産党の都・区議会報告、アンケートの用紙と返信用封筒などを、ドアポストに投函配布していたところ、マンション3階居住者1名が被告人に話しかけた上で警察へ通報した。被告人は通報を受けて駆けつけた警察官に同行して警察署に向かい、事情を聴かれた。その後被告人は帰宅しようとしたが、マンションの居住者によって現行犯逮捕され、23日間勾留されたのち、2005年（平成17年）1月11日、住居侵入罪で起訴（公訴提起）された。なお、1月14日、保釈保証金300万円を納付したため、勾留されていた亀有警察署から保釈されている。

## 裁判
最高裁まで争ったが、最終的には住居侵入罪で罰金5万円とした高裁判決が確定した。

### 第一審
第一審（東京地方裁判所平成18年8月28日判決、事件番号：平成17年（刑わ）第61号、裁判長：大島隆明）は、被告人を無罪（求刑：罰金10万円）とした。

### 控訴審
2007年（平成19年）12月11日、東京高裁（池田修裁判長）は東京地裁が下した無罪判決を破棄して、被告人に対し罰金5万円の有罪判決を下した。被告人側は最高裁に上告した。

### 上告審
最高裁第二小法廷（今井功裁判長）は「住居侵入罪は成立する」として被告人側の上告を棄却し、被告人に対し罰金5万円とした原審判決（高裁判決）が確定した。

## 争点
一審の裁判上直接争われたのは、
- 公訴提起に至る捜査手続の違法性
- 被告人の立ち入った場所が「住居」と言えるか
- ビラ配りのためマンションの共用通路へ立ち入った被告人の行為が住居侵入罪にいう「正当な理由がない」場合に該当するか

の三点である。

### 当事者の主張
検察官の主張は、被告人の立ち入りでマンション住民は不安を持ったこと、他人の権利（この場合はマンション住民の居住権等）を侵害することは許されないとするものである。
一方、被告人・弁護側の主張は、公訴提起に至る捜査手続に重大な違法があることを理由に公訴棄却すべきこと、捜査・起訴の目的が言論弾圧にあるため公訴権濫用に当たること、及び、逮捕手続が違法であることである。

### 東京地裁の判断
裁判所の判断の骨子は、捜査に違法はなく、被告人が立ち入った場所も刑法130条に言う「住居」にあたるが、ドアポストへのビラ投函は、社会通念上容認できない行為とは言えないため、住居侵入罪は成立しない、というものである。

#### 公訴権濫用・捜査手続の違法を否定
裁判所は、まず公訴権濫用であるという被告人の主張について、本件の捜査手続には公訴提起を無効とするような重大な違法があるとは認められないとした。
第一に、現行犯逮捕につき、「被告人を逮捕された者と扱うか任意同行と扱うか関係者間にやや混乱があったこと」が窺われると言うも、適法としている。
第二に、引致から弁解録取手続開始まで40分程度を要した点につき、逮捕現場で事情を十分確認すべきであったとしながらも、捜査手続全般に影響を及ぼす違法はなかったとした。
第三に、事案の性質に比較して大規模な実況見分が行われたとしても、それにより被告人の権利・利益が侵害されるものではなく、大規模な捜査をする必要性の有無が公訴提起の有効無効に影響することはないとした。

#### 「住居」であることを肯定
次に、裁判所は、住居侵入罪における「住居」の定義について、「共用部分も、居室部分と程度の差こそあれ、なお私的領域としての性質を備えていることは否定できない」とした上で、被告人が立ち入ったマンション共用部分も、刑法130条に言う「住居」に当たることを認めた。

#### 住居侵入罪の成立を否定
最後に、裁判所は、被告人の立入り行為が住居侵入罪にいう「正当な理由がない」場合に該当するか否かについて検討し、「正当な理由がないとはいえない」と判断した。
まず裁判所は、以下のような判断の枠組みを示した。
「本件のように立ち入りの目的自体は決して不法なものではない場合、どのようなときであれば立ち入りを許されるかは、共同住宅の形態、立ち入りの目的・態様等に照らし、その時の社会通念を基準として、法秩序全体の見地からみて社会通念上容認されざる行為といえるのか否かによって判断するほかはない。」
そして、被告人の行為について、以下のように認定した。
- 集合郵便受けがあるにもかかわらずドアポストへ投函した目的は、確実にビラを読んでもらうこと
- 配布したビラの内容は犯罪を助長又は風紀を乱すものではなく、それを受け取っても住居の平穏・プライバシーを侵害されるとの危惧は抱かない
- 被告人の立ち入った時間帯は他の居住者や関係者の出入りも想定される昼間の時間帯であり、人目を避けようともしていなかった
- 滞在時間はせいぜい7・8分であり、全て配り終えたとしてもさらに2・3分を要する程度

これら認定された事実を前提に、「正当な理由」の有無を判断している。そこでは、近年、プライバシー・防犯意識が高まり、目的如何を問わず集合住宅の共用部分への立ち入りが控えられるべきであるとの考えが強まってはいるものの、一般化・規範化している（社会通念になっている）とまでは言えないことから、被告人の行為にも「正当な理由がないとは言えない」として、住居侵入罪の成立を否定した（無罪とした）。
上記「社会通念」の内容確定と、被告人の行為が社会通念上容認されるとした判断の根拠は、以下である。
- 集合郵便受けの設置を義務付ける郵便法の昭和36年改正の趣旨は、プライバシーの保護ではなく、郵便配達人の配達の便宜を図るという点にあったのであり、集合郵便受けの設置は、法規上はドアポストまでの接近を禁ずる根拠とはいえない。
- かつては政治ビラ・商業ビラのドアポストへの配布をそれほど問題視していなかった風潮があり、本件以前にビラ投函目的で集合住宅の共用部分に立ち入る行為が刑事事件として立件されたなどという報道は、ピンクビラの事案を除外するとほとんどない。
- 現に問題となったマンションでもピザの宅配業者による商業ビラが配布されており、そうした業者が逮捕されたという報道も耳にしない

ただし、全くの部外者が集合住宅の共用部分に立ち入ることそれ自体を不安・不快に感じる居住者は相当数いると考えられ、そうした居住者の心情も尊重されるべきであるから、ビラ投函目的での平穏な態様での立ち入りが社会通念上容認されると直ちに断定するには躊躇があると述べ、さらに、居住者に目的を明らかにして不安払拭に務めたという被告人の言い分については、「マンションの居住者の心情への配慮をやや欠いており、独りよがりな面がないとはいえない」としている。

#### 表現の自由に関する判示
裁判所は、被告人の主張に応える形で、本件における表現の自由について判示しているが、その内容は、被告人をたしなめるものであった。
すなわち、被告人の行為は憲法21条によって保障されるものであるが、だからといって、居住者には、他人が住居へ立ち入って政治的意見を表明することを受忍する義務はなく、たとえ被告人の行為が憲法21条によって保障されるとしても、その目的から直ちに被告人の立入行為が社会通念上容認される行為との判断を導くことはできない旨、述べている。

#### その他の傍論
「少なくとも集合郵便受けに表現物を投函する行為は、ビラ・チラシの内容が善良な風俗を乱したり、犯罪を慫慂するような不法なものでない限りは、たまたまその内容が当該マンションの居住者の思想や価値観に反するものであっても、管理権者の推定的・包括的な承諾のある行為として当然に許容されるものというべきである」として集合郵便受けへの投函であれば問題はないとの判断を示している。
政治目的のビラ配布目的も含めて立ち入りを禁じる合意がマンション住民において形成されており、被告人の立入り行為は住居権者の意思に反するとしながらも、そうした立入りを禁じる意思表示が来訪者に伝わるような形で表示されていたとはいえない（明確な立入禁止の表示がされていない）ため、これを「正当な理由」のない立入行為であると解することはできないとしている。この判断を導く前提として、ビラの投函を禁じる旨の掲示物は、主として商業的なビラの配布を禁じる趣旨のようにも読み取れ、掲示場所も目立たず、記録簿による入館管理が有名無実化していたことを認定している。この点に関して、控訴審判決では、居住者の総意として明確になっていると認定されており、被告人はそれに反して立ち入ったことから、住居侵入罪の成立が肯定されている。